# Хайленд-Гров (тауншип, Миннесота)
Хайленд-Гров (англ. Highland Grove) — тауншип в округе Клей, Миннесота, США. На 2000 год его население составило 304 человека.

## География
По данным Бюро переписи населения США площадь тауншипа составляет 90,6 км², из которых 88,9 км² занимает суша, а 1,6 км² — вода (1,77 %).

## Демография
По данным переписи населения 2000 года здесь находились 304 человека, 104 домохозяйства и 91 семья.  Плотность населения —  3,4 чел./км².  На территории тауншипа расположено 112 построек со средней плотностью 1,3 построек на один квадратный километр. Расовый состав населения: 98,36 % белых, 0,66 % коренных американцев и 0,99 % приходится на две или более других рас. Испанцы или латиноамериканцы любой расы составляли 0,33 % от популяции тауншипа.
Из 104 домохозяйств в 45,2 % воспитывались дети до 18 лет, в 76,0 % проживали супружеские пары, в 7,7 % проживали незамужние женщины и в 12,5 % домохозяйств проживали несемейные люди. 11,5 % домохозяйств состояли из одного человека, при том 3,8 % из — одиноких пожилых людей старше 65 лет. Средний размер домохозяйства — 2,92, а семьи — 3,15 человека.
30,6 % населения — младше 18 лет, 6,6 % — в возрасте от 18 до 24 лет, 28,3 % — от 25 до 44, 23,7 % — от 45 до 64, и 10,9 % — старше 65 лет. Средний возраст — 36 лет. На каждые 100 женщин приходилось 100,0 мужчин.  На каждые 100 женщин старше 18 приходилось 101,0 мужчин.
Средний годовой доход домохозяйства составлял 42 917 долларов, а средний годовой доход семьи —  48 750 долларов. Средний доход мужчин —  31 875  долларов, в то время как у женщин — 25 192. Доход на душу населения составил 15 339 долларов. За чертой бедности находились 5,3 % семей и 10,8 % всего населения тауншипа, из которых 15,8 % младше 18 и 9,1 % старше 65 лет.